# Prawdziwe życie Sebastiana Knighta
Prawdziwe życie Sebastiana Knighta (ang.  The Real Life of Sebastian Knight) – pierwsza anglojęzyczna powieść Vladimira Nabokova. Nabokov pisał ją w Paryżu od 1938 roku do grudnia 1939. Książka została opublikowana w 1941 roku w Nowym Jorku, nakładem wydawnictwa "New Directions". 
Bohaterem powieści jest V, próbujący napisać biografię swojego zmarłego przyrodniego brata, słynnego anglojęzycznego pisarza, Sebastiana Knighta. V nie zauważa, że jego pracy towarzyszą liczne znaki od Sebastiana – postacie i sytuacje z jego powieści.